# Henrik Toft Jensen
 Der er flere personer med dette navn, se Henrik Toft.
Henrik Toft Jensen (født 7. marts 1945 i Slagelse) er en dansk forsker og lektor ved RUC. I perioden 1989-2006 rektor for Roskilde Universitetscenter. Uddannet cand.mag. i statskundskab og geografi fra Københavns Universitet.